# E3 Harelbeke de 2016
A 59.ª edição da clássica ciclista E3 Harelbeke celebrou-se na Bélgica em 25 de março de 2016 sobre um percurso de 206,4 km.
A carreira fez parte do UCI World Tour de 2016 e é a sexta carreira do calendário.
A carreira foi vencida pelo corredor polaco Michał Kwiatkowski da equipa Team Sky, em segundo lugar Peter Sagan (Tinkoff) e em terceiro lugar Ian Stannard (Team Sky).

## Percorrido
A E3 Harelbeke dispôs de um percurso total de 206,4 quilómetros com 15 cotas, duas menos que no ano anterior, no entanto, mantendo o seu mesmo percurso, onde os primeiros 100 km não têm muita dificuldade a excepção de duas cotas nos quilómetros 28,9 e 92 de carreira. Os últimos 106 km concentraram 13 subidas, onde se destacava o Paterberg com o seu pendente de 12 % e 20 de máximo.
| Número | Nome                | km    | Comprimento (m) | Pendente média |
| ------ | ------------------- | ----- | --------------- | -------------- |
| 1      | Katteberg           | 28,9  | 600             | 6,7 %          |
| 2      | La Houppe           | 92    | 3440            | 3,3 %          |
| 3      | Oude Kruisberg      | 100,8 | 800             | 4,8 %          |
| 4      | Knokteberg          | 116,2 | 1530            | 5,3 %          |
| 5      | Hotondberg          | 120,1 | 1200            | 4 %            |
| 6      | Kortekeer           | 127,2 | 1000            | 6,4 %          |
| 7      | Taaienberg          | 132,2 | 650             | 9,5 %          |
| 8      | Boigneberg          | 138,4 | 2180            | 5,8 %          |
| 9      | Eikenberg           | 142,9 | 1200            | 5,5 %          |
| 10     | Stationberg         | 148,2 | 460             | 3,2 %          |
| 11     | Kapelberg           | 159,5 | 900             | 4 %            |
| 12     | Paterberg           | 164,4 | 700             | 12 %           |
| 13     | Oude Kwaremont      | 168,6 | 2200            | 4,2 %          |
| 14     | Karnemelkbeekstraat | 175   | 1530            | 4,9 %          |
| 15     | Tiegemberg          | 186,4 | 1000            | 6,5 %          |

## Equipas participantes
Tomaram parte na carreira 25 equipas: os 18 UCI Pro Team (ao ter assegurada e ser obrigatória a sua participação), mais 7 equipas Profissionais Continentais convidados pela organização. A cada formação esteve integrada por 8 ciclistas, formando assim um pelotão de 200 corredores (o máximo permitido em carreiras ciclistas). As equipas participantes foram:
| Equipa                      | Cód. UCI | Categoria                |
| --------------------------- | -------- | ------------------------ |
| Tinkoff                     | TNK      | UCI Pro Team             |
| Etixx-Quick Step            | EQS      | UCI Pro Team             |
| Lotto Soudal                | LTS      | UCI Pro Team             |
| AG2R La Mondiale            | ALM      | UCI Pro Team             |
| Astana Pro Team             | AST      | UCI Pro Team             |
| BMC Racing Team             | BMC      | UCI Pro Team             |
| Cannondale                  | CPT      | UCI Pro Team             |
| FDJ                         | FDJ      | UCI Pro Team             |
| IAM Cycling                 | IAM      | UCI Pro Team             |
| Lampre-Merida               | LAM      | UCI Pro Team             |
| Movistar Team               | MOV      | UCI Pro Team             |
| Orica GreenEDGE             | OGE      | UCI Pro Team             |
| Dimension Data              | DDD      | UCI Pro Team             |
| Team Giant-Alpecin          | TGA      | UCI Pro Team             |
| Team Katusha                | KAT      | UCI Pro Team             |
| Team LottoNL-Jumbo          | TLJ      | UCI Pro Team             |
| Team Sky                    | SKY      | UCI Pro Team             |
| Trek-Segafredo              | TFS      | UCI Pro Team             |
| Topsport Vlaanderen-Baloise | TSV      | Profissional Continental |
| Wanty-Groupe Gobert         | WGG      | Profissional Continental |
| Bora-Argon 18               | BOA      | Profissional Continental |
| Direct Énergie              | DEN      | Profissional Continental |
| Fortuneo-Vital Concept      | FVC      | Profissional Continental |
| Roompot Oranje Peloton      | ROP      | Profissional Continental |
| Southeast-Venezuela         | STH      | Profissional Continental |

## Classificação final
- As classificações finalizaram da seguinte forma:[5]

| Posição | Ciclista            | Equipa         | Tempo           |
| ------- | ------------------- | -------------- | --------------- |
| 1.º     | Michał Kwiatkowski  | Sky            | 4 h 55 min 18 s |
| 2.º     | Peter Sagan         | Tinkoff        | a 4 s           |
| 3.º     | Ian Stannard        | Sky            | a 11 s          |
| 4.º     | Fabian Cancellara   | Trek-Segafredo | m.t.            |
| 5.º     | Jasper Stuyven      | Trek-Segafredo | m.t.            |
| 6.º     | Lars Boom           | Astana         | m.t.            |
| 7.º     | Tiesj Benoot        | Lotto Soudal   | m.t.            |
| 8.º     | Sep Vanmarcke       | LottoNL-Jumbo  | m.t.            |
| 9.º     | Jean-Pierre Drucker | BMC            | m.t.            |
| 10.º    | Daniel Oss          | BMC            | m.t.            |

| 11.º | Dries Devenyns    | IAM Cycling         | m.t.         |
| 12.º | Matteo Trentin    | Etixx-Quick Step    | m.t.         |
| 13.º | Niki Terpstra     | Etixx-Quick Step    | a 15 s       |
| 14.º | Tom Boonen        | Etixx-Quick Step    | m.t.         |
| 15.º | Zdeněk Štybar     | Etixx-Quick Step    | a 2 min 32 s |
| 16.º | Heinrich Haussler | IAM Cycling         | a 4 min 48 s |
| 17.º | Marco Marcato     | Wanty-Groupe Gobert | m.t.         |
| 18.º | Francisco Ventoso | Movistar Team       | m.t.         |
| 19.º | Dylan van Baarle  | Cannondale          | m.t.         |
| 20.º | Ralf Matzka       | Bora-Argon 18       | m.t.         |

## UCI World Tour
A E3 Harelbeke outorga pontos para o UCI World Tour de 2016, para corredores de equipas nas categorias UCI Pro Team, Profissional Continental e Equipas Continentais. A seguinte tabela corresponde ao barómetro de pontuação:
| Posição   | 1º | 2º | 3º | 4º | 5º | 6º | 7º | 8º | 9º | 10º |
| Pontuação | 80 | 60 | 50 | 40 | 30 | 22 | 14 | 10 | 6  | 2   |

| Posição | Ciclista            | Equipa         | Pontos |
| ------- | ------------------- | -------------- | ------ |
| 1.º     | Michał Kwiatkowski  | Sky            | 80     |
| 2.º     | Peter Sagan         | Tinkoff        | 60     |
| 3.º     | Ian Stannard        | Sky            | 50     |
| 4.º     | Fabian Cancellara   | Trek-Segafredo | 40     |
| 5.º     | Jasper Stuyven      | Trek-Segafredo | 30     |
| 6.º     | Lars Boom           | Astana         | 22     |
| 7.º     | Tiesj Benoot        | Lotto Soudal   | 14     |
| 8.º     | Sep Vanmarcke       | LottoNL-Jumbo  | 10     |
| 9.º     | Jean-Pierre Drucker | BMC            | 6      |
| 10.º    | Daniel Oss          | BMC            | 2      |

Ademais, também outorgou pontos para o UCI World Ranking (classificação global de todas as carreiras internacionais).
| Posição   | 1º  | 2º  | 3º  | 4º  | 5º  | 6º  | 7º  | 8º  | 9º | 10º |
| Pontuação | 400 | 320 | 260 | 220 | 180 | 140 | 120 | 100 | 80 | 68  |

| Posição | Ciclista            | Equipa         | Pontos |
| ------- | ------------------- | -------------- | ------ |
| 1.º     | Michał Kwiatkowski  | Sky            | 400    |
| 2.º     | Peter Sagan         | Tinkoff        | 320    |
| 3.º     | Ian Stannard        | Sky            | 260    |
| 4.º     | Fabian Cancellara   | Trek-Segafredo | 220    |
| 5.º     | Jasper Stuyven      | Trek-Segafredo | 180    |
| 6.º     | Lars Boom           | Astana         | 140    |
| 7.º     | Tiesj Benoot        | Lotto Soudal   | 120    |
| 8.º     | Sep Vanmarcke       | LottoNL-Jumbo  | 100    |
| 9.º     | Jean-Pierre Drucker | BMC            | 80     |
| 10.º    | Daniel Oss          | BMC            | 68     |